# Villers-la-Faye
Villers-la-Faye – miejscowość i gmina we Francji, w regionie Burgundia-Franche-Comté, w departamencie Côte-d’Or.
Według danych na rok 1990 gminę zamieszkiwało 386 osób, a gęstość zaludnienia wynosiła 66 osób/km² (wśród 2044 gmin Burgundii Villers-la-Faye plasuje się na 540. miejscu pod względem liczby ludności, natomiast pod względem powierzchni na miejscu 1187.).